# Список ведучих пісенного конкурсу Євробачення
Нижче представлений список ведучих пісенного конкурсу Євробачення із моменту започаткування конкурсу 1956 року. До 1978 року щорічні конкурси мали лише по одному ведучому. З перервою на два роки це правило діяло до 1987 року, після якого конкурси зазвичай мали по двоє ведучих. З 2010 року конкурси зазвичай мають вже по троє ведучих.

## Список ведучих
| Рік  | Місто                                 | Ведучі                                                                     |
| ---- | ------------------------------------- | -------------------------------------------------------------------------- |
| 1956 | Лугано                                | Лоенгрін Філіпелло                                                         |
| 1957 | Франкфурт-на-Майні                    | Анаїд Іплісян                                                              |
| 1958 | Гілверсум                             | Ханні Ліпс                                                                 |
| 1959 | Канни                                 | Жаклін Жубер                                                               |
| 1960 | Лондон                                | Кетті Бойл                                                                 |
| 1961 | Канни                                 | Жаклін Жубер                                                               |
| 1962 | Люксембург                            | Мірелль Делануа                                                            |
| 1963 | Лондон                                | Кетті Бойл                                                                 |
| 1964 | Копенгаген                            | Льотт Вівар                                                                |
| 1965 | Неаполь                               | Рената Мауро                                                               |
| 1966 | Люксембург                            | Жузьєн Шен                                                                 |
| 1967 | Відень                                | Еріка Фааль                                                                |
| 1968 | Лондон                                | Кетті Бойл                                                                 |
| 1969 | Мадрид                                | Лауріта Валенсуела                                                         |
| 1970 | Амстердам                             | Віллі Доббе                                                                |
| 1971 | Дублін                                | Бернадетт Гальхор                                                          |
| 1972 | Единбург                              | Мойра Ширер                                                                |
| 1973 | Люксембург                            | Хельга Гіттон                                                              |
| 1974 | Брайтон                               | Кетті Бойл                                                                 |
| 1975 | Стокгольм                             | Карін Фальк                                                                |
| 1976 | Гаага                                 | Коррі Броккен                                                              |
| 1977 | Лондон                                | Енджела Ріппон                                                             |
| 1978 | Париж                                 | Деніс Фабр та Ліон Зітрон                                                  |
| 1979 | Єрусалим                              | Ярдена Аразі та Даніель Пеєр                                               |
| 1980 | Гаага                                 | Марлюс Фляйтсма                                                            |
| 1981 | Дублін                                | Дорін Бріан                                                                |
| 1982 | Гаррогейт                             | Ян Лімінг                                                                  |
| 1983 | Мюнхен                                | Марлен Харелль                                                             |
| 1984 | Люксембург                            | Дезіре Нозбуш                                                              |
| 1985 | Гетеборг                              | Лілл Ліндфордс                                                             |
| 1986 | Берген                                | Осе Клевеланд                                                              |
| 1987 | Брюссель                              | Віктор Лазло                                                               |
| 1988 | Дублін                                | Мішель Рокка та Пет Кенні                                                  |
| 1989 | Лозанна                               | Лоліта Морена та Жак Дешено                                                |
| 1990 | Загреб                                | Хельга Влахович та Олівер Млакар                                           |
| 1991 | Рим                                   | Джильйола Чинкветті та Тото Кутуньйо                                       |
| 1992 | Мальме                                | Лідія Каполіккіо та Гаральд Трьотігер                                      |
| 1993 | Мілстріт                              | Фіоннуала Суінні                                                           |
| 1994 | Дублін                                | Сінтія Мьорфі та Геррі Раян                                                |
| 1995 | Дублін                                | Меррі Кеннеді                                                              |
| 1996 | Осло                                  | Інгвіль Брін та Мортен Гаркет                                              |
| 1997 | Дублін                                | Керрі Кроулі та Ронан Кітінг                                               |
| 1998 | Бірмінгем                             | Ульріка Йонсон та Террі Воган                                              |
| 1999 | Єрусалим                              | Дафна Декель, Сігал Шахамон та Їгал Равід                                  |
| 2000 | Стокгольм                             | Каттіс Ольстром та Андерс Лундін                                           |
| 2001 | Копенгаген                            | Наташа Кроне Бак та Сьорен Пільмарк                                        |
| 2002 | Таллінн                               | Аннелі Пеебо та Марко Матвере                                              |
| 2003 | Рига                                  | Марія Наумова та Ренарс Кауперс                                            |
| 2004 | Стамбул                               | Мельтем Джумбул та Корхан Абай                                             |
| 2005 | Київ                                  | Марія Єфросініна та Павло Шилько                                           |
| 2006 | Афіни                                 | Марія Менунос та Сакіс Рувас                                               |
| 2007 | Гельсінкі                             | Яана Пелконен та Мікко Леппілампі                                          |
| 2008 | Белград                               | Йована Янкович та Желько Йоксимович                                        |
| 2009 | Москва                                | Наталія Водянова та Андрій Малахов (півфінали) Алсу та Іван Ургант (фінал) |
| 2010 | Осло                                  | Надя Хаснауї, Хаді Н'є та Ерік Сольбаккен                                  |
| 2011 | Дюссельдорф                           | Анке Енгельке, Юдіт Ракерс та Штефан Рааб                                  |
| 2012 | Баку                                  | Лейла Алієва, Наргіз Бірк-Петерсен та Ельдар Гасимов                       |
| 2013 | Мальме                                | Петра Меде                                                                 |
| 2014 | Копенгаген                            | Ліз Ренне, Ніколай Коппель та Пілоу Асбек                                  |
| 2015 | Відень                                | Мір'ям Вайксельбраун, Аліса Тумлер та Арабелла Кісбауер                    |
| 2016 | Стокгольм                             | Петра Меде та Монс Сельмерлев                                              |
| 2017 | Київ                                  | Володимир Остапчук, Олександр Скічко та Тимур Мірошниченко                 |
| 2018 | Лісабон                               | Філомена Каутела, Сильвія Альберту, Даніела Руа та Катаріна Фуртадо        |
| 2019 | Тель-Авів                             | Бар Рафаелі, Ерез Таль, Ассі Азар та Люсі Аюб                              |
| 2020 | Х Конкурс скасований через COVID-19 Х | Х Конкурс скасований через COVID-19 Х                                      |
| 2021 | Роттердам                             | Едсилія Ромблі, Шанталь Янцен, Ян Сміт, Ніккі де Ягер                      |
| 2022 | Турин                                 | Алессандро Каттелан, Лаура Паузіні та Міка                                 |
| 2023 | Ліверпуль                             | Ганна Ваддінгем, Юлія Саніна, Аліша Діксон та Грем Нортонфінал             |
| 2024 | Мальме                                | Петра Меде та Малін Акерман                                                |
| 2025 | Базель                                | Гейзел Брюггер, Сандра Штудер та Мішель Гунцікерфінал                      |

## Ведучі в грін-румі
| Рік  | Місто                | Ведучі                                      |
| ---- | -------------------- | ------------------------------------------- |
| 1976 | Гаага, Нідерланди    | Ханс ван Вілліґенбург                       |
| 1980 | Гаага, Нідерланди    | Ханс ван Вілліґенбург                       |
| 2002 | Таллінн, Естонія     | Тіїна Кіммель та Кірте Ерт                  |
| 2003 | Рига, Латвія         | Ілзе Йоуналксне та Дівз Рейзнекс            |
| 2004 | Стамбул, Туреччина   | Сертаб Еренер (фінал)                       |
| 2005 | Київ, Україна        | Руслана Лижичко та Володимир Кличко (фінал) |
| 2007 | Гельсінкі, Фінляндія | Кріссе Салмінен (фінал)                     |
| 2008 | Белград, Сербія      | Крістіна Раденкович та Браніслав Катич      |
| 2009 | Москва, Росія        | Дмитро Шепєлєв                              |
| 2013 | Мальме, Швеція       | Ерік Сааде (фінал)                          |
| 2015 | Відень, Австрія      | Кончіта Вурст                               |
| 2017 | Київ, Україна        | Тімур Мірошниченко                          |
| 2018 | Лісабон, Португалія  | Філомена Каутела                            |

## Ведучі пов'язаних заходів
| Рік  | Подія                                                    | Місто                   | Ведучі                             |
| ---- | -------------------------------------------------------- | ----------------------- | ---------------------------------- |
| 1981 | Songs of Europe                                          | Мюсен, Норвегія         | Рольф Кірквог та Тіттен Тей        |
| 2005 | Congratulations: 50 Years of the Eurovision Song Contest | Копенгаген, Данія       | Катріна Лесканіч та Ренарс Кауперс |
| 2015 | Eurovision Song Contest's Greatest Hits                  | Лондон, Велика Британія | Петра Меде та Грем Нортон          |

## Ведучі, які також були учасниками
| Країна                       | Ім'я               | Участь           | Ведучий               |
| ---------------------------- | ------------------ | ---------------- | --------------------- |
| Нідерланди                   | Коррі Броккен      | 1956, 1957, 1958 | 1976                  |
| Ізраїль                      | Ярдена Аразі       | 1976, 1988       | 1979                  |
| Швеція                       | Лілл Ліндфордс     | 1966             | 1985                  |
| Норвегія                     | Осе Клевеланд      | 1966             | 1986                  |
| Італія                       | Джільола Чінкветті | 1964, 1974       | 1991                  |
| Італія                       | Тото Кутуньйо      | 1990             | 1991                  |
| Ізраїль                      | Дафна Декель       | 1992             | 1999                  |
| Велика Британія              | Катріна Лесканіч   | 1997             | Congratulations       |
| Латвія                       | Ренарс Кауперс     | 2000             | 2003, Congratulations |
| Латвія                       | Марія Наумова      | 2002             | 2003                  |
| Греція                       | Сакіс Рувас        | 2004, 2009       | 2006                  |
| Сербія та Чорногорія, Сербія | Желько Йоксимович  | 2004, 2012       | 2008                  |
| Росія                        | Алсу               | 2000             | 2009                  |
| Німеччина                    | Штефан Рааб        | 2000             | 2011                  |
| Азербайджан                  | Ельдар Гасимов     | 2011             | 2012                  |
| Швеція                       | Монс Сельмерлев    | 2015             | 2016                  |
| Нідерланди                   | Едсилія Ромблі     | 1998, 2007       | 2021                  |

## Галерея

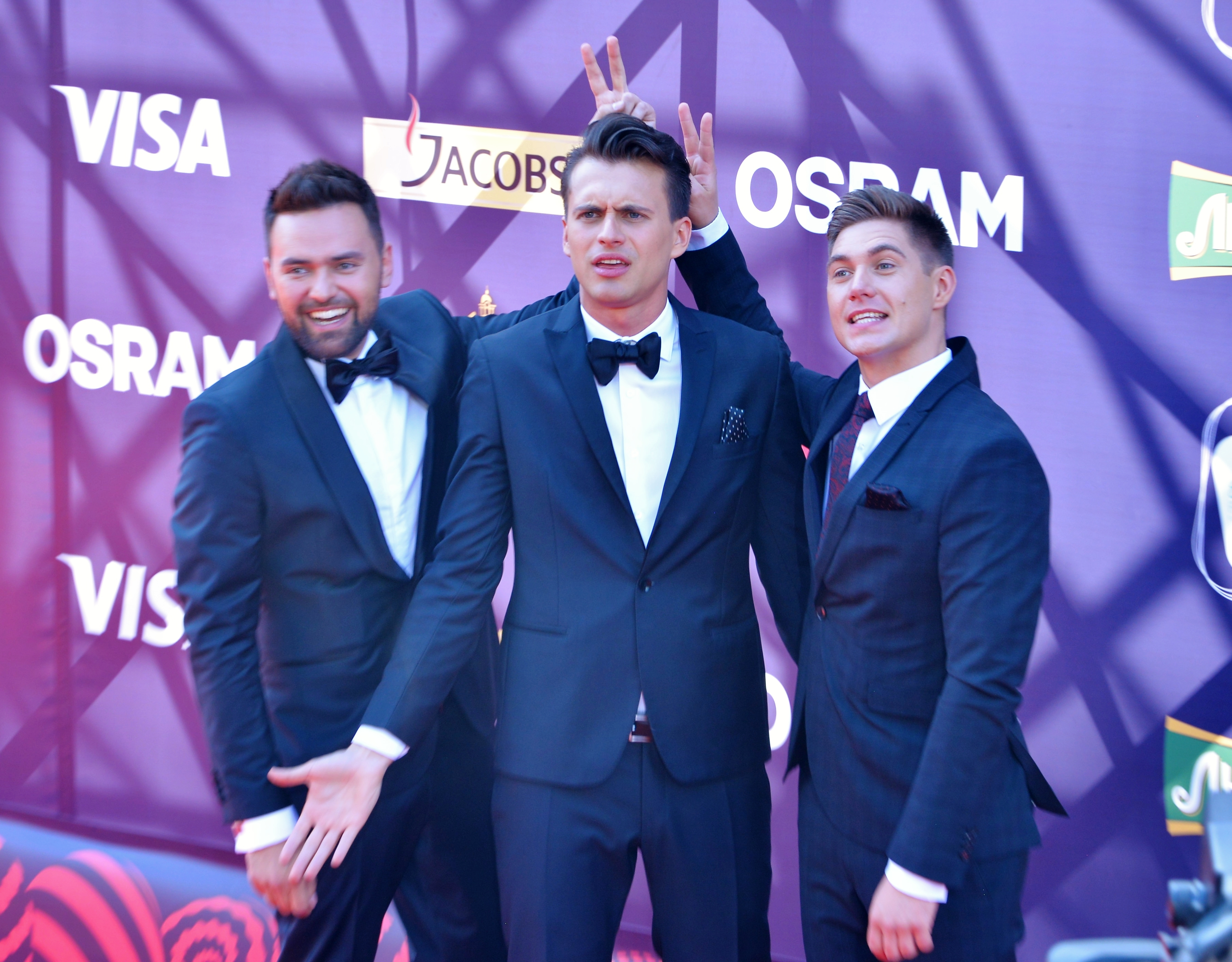
Ведучі 2017 року Олександр Скічко, Володимир Остапчук та Тімур Мірошниченко
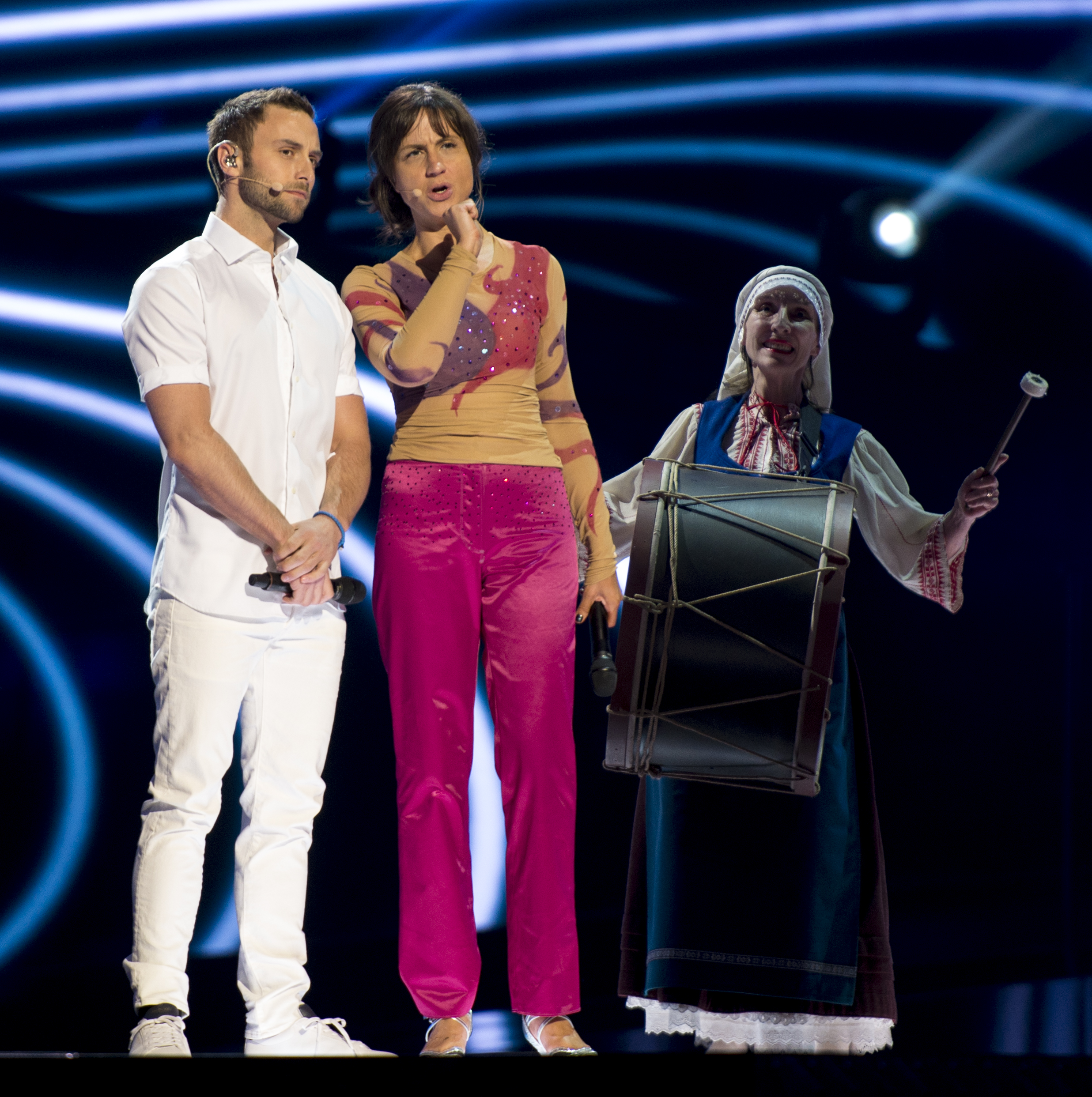
Ведучі 2016 року Петра Меде та Монс Сельмерлев
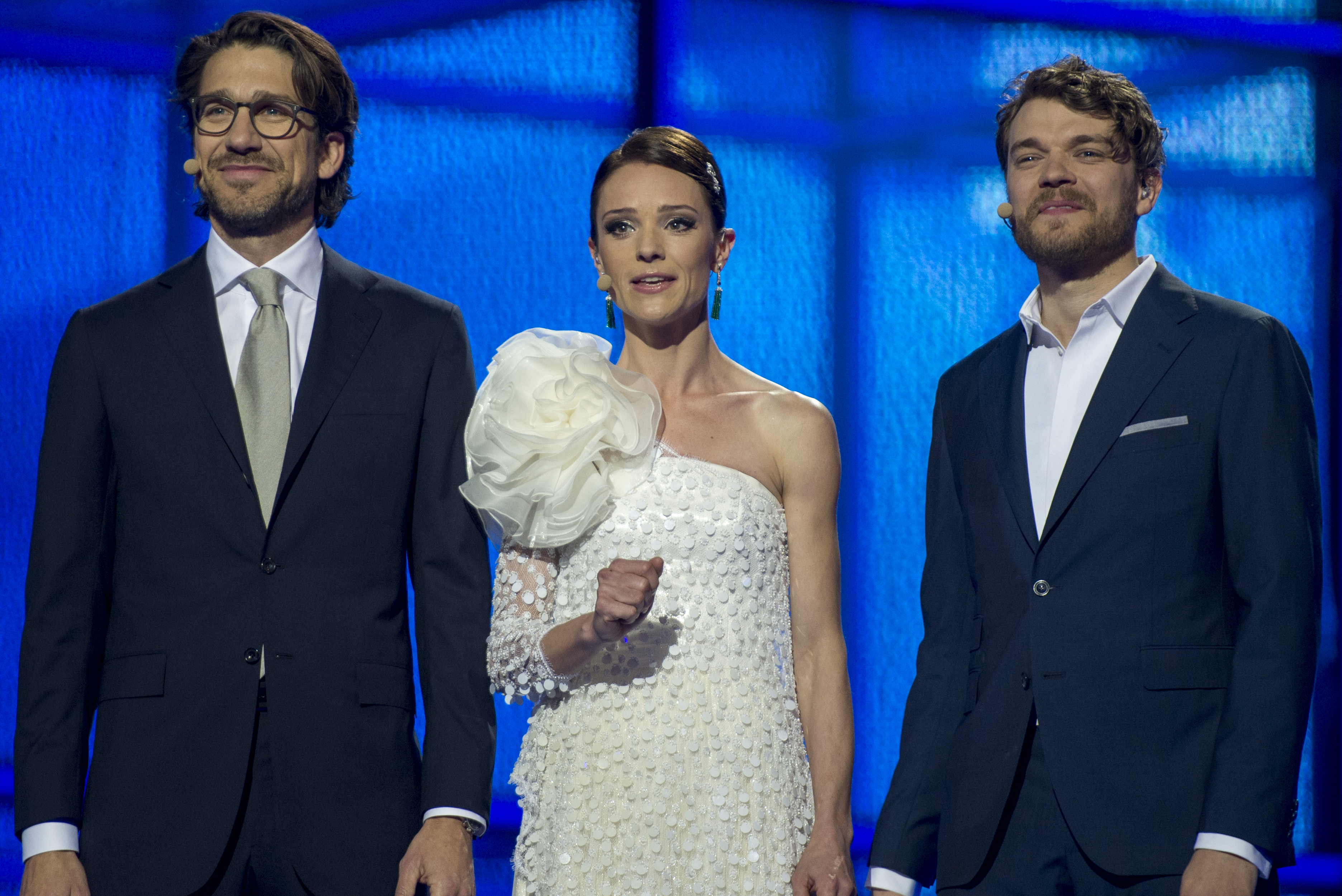
Ведучі 2014 року
Ведуча 2016 та 2013 років Петра МедеВедуча 2016 та 2013 років Петра Меде
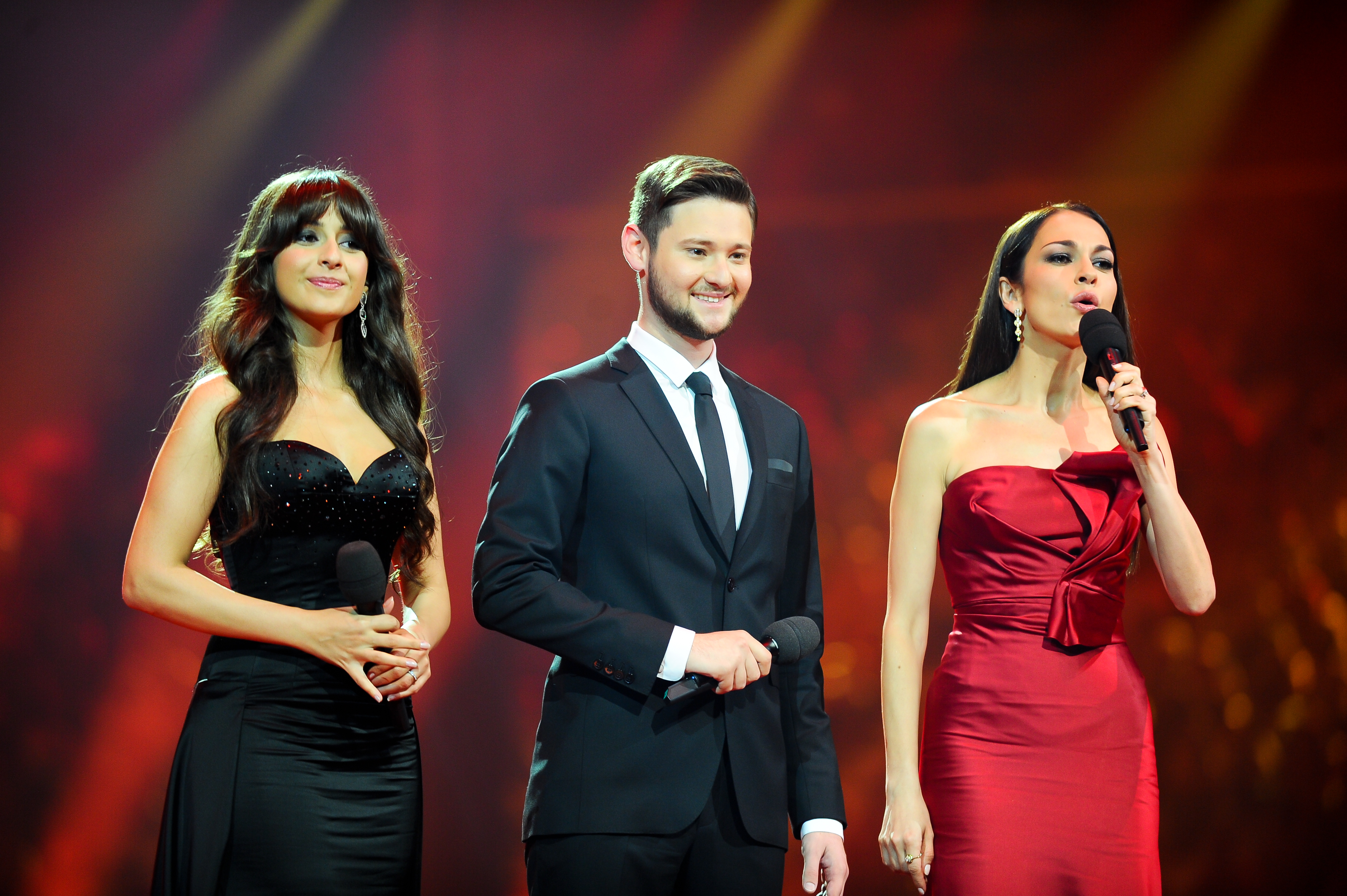
Ведучі 2012 року
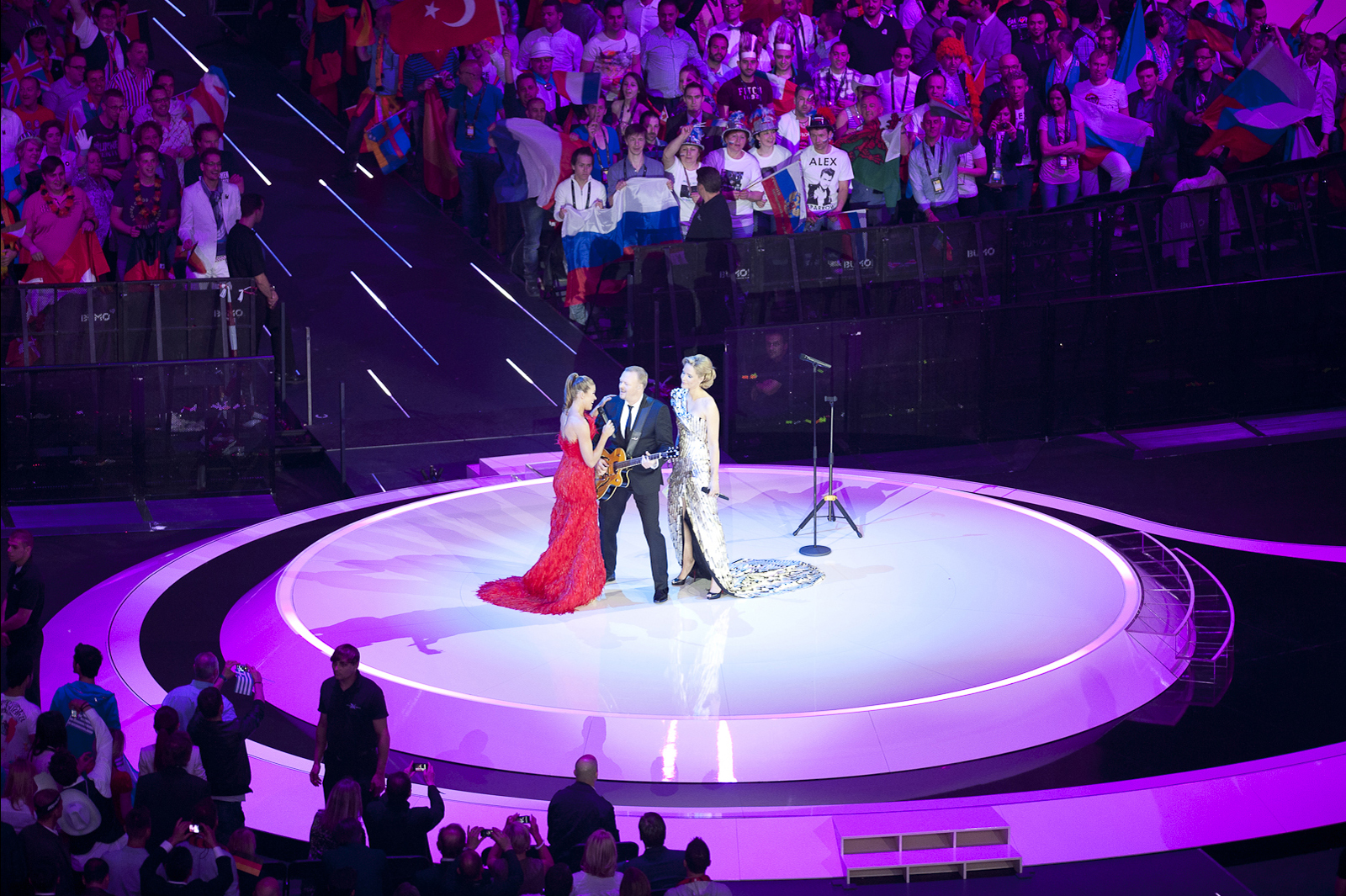
Ведучі 2011 року
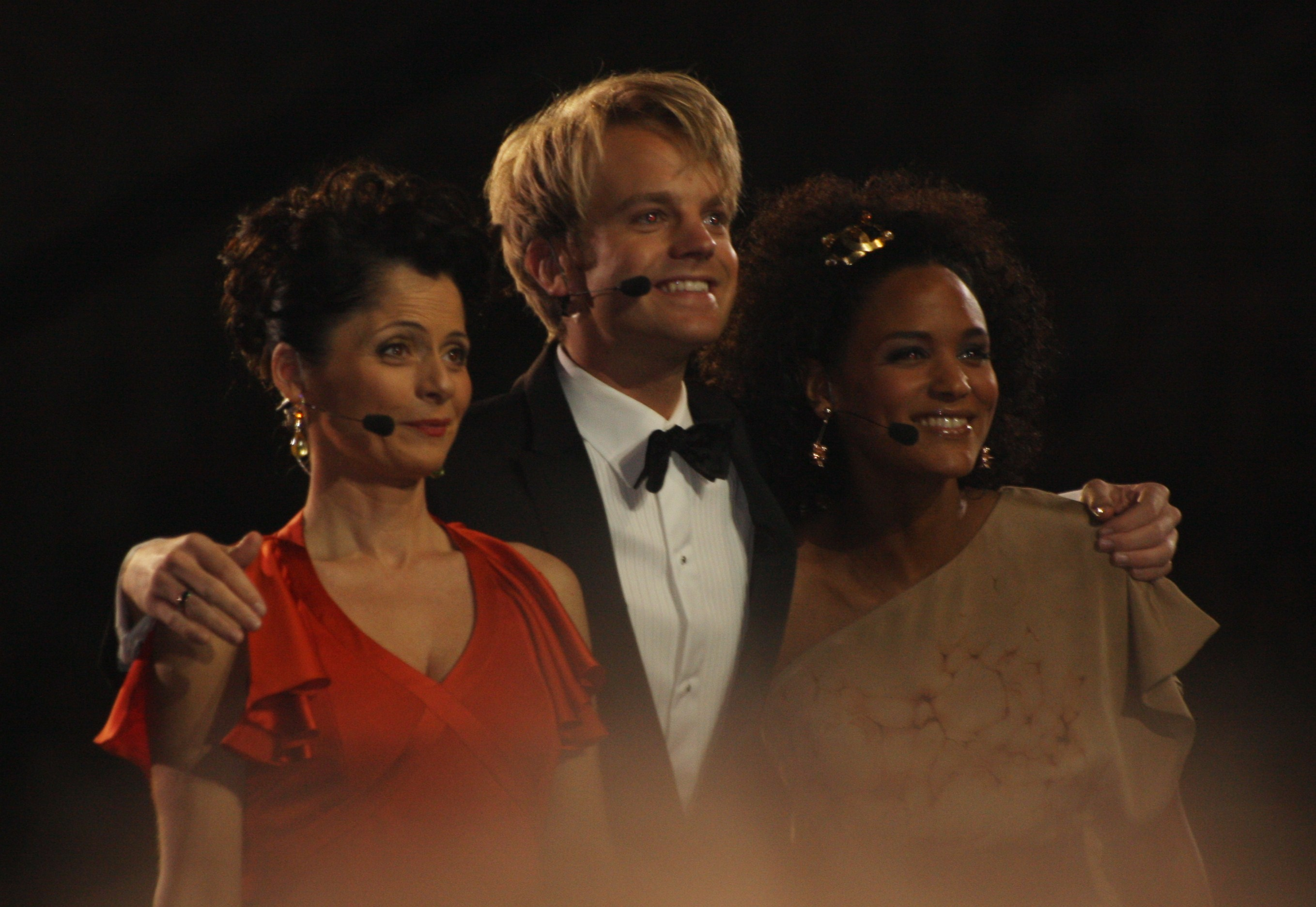
Ведучі 2010 року
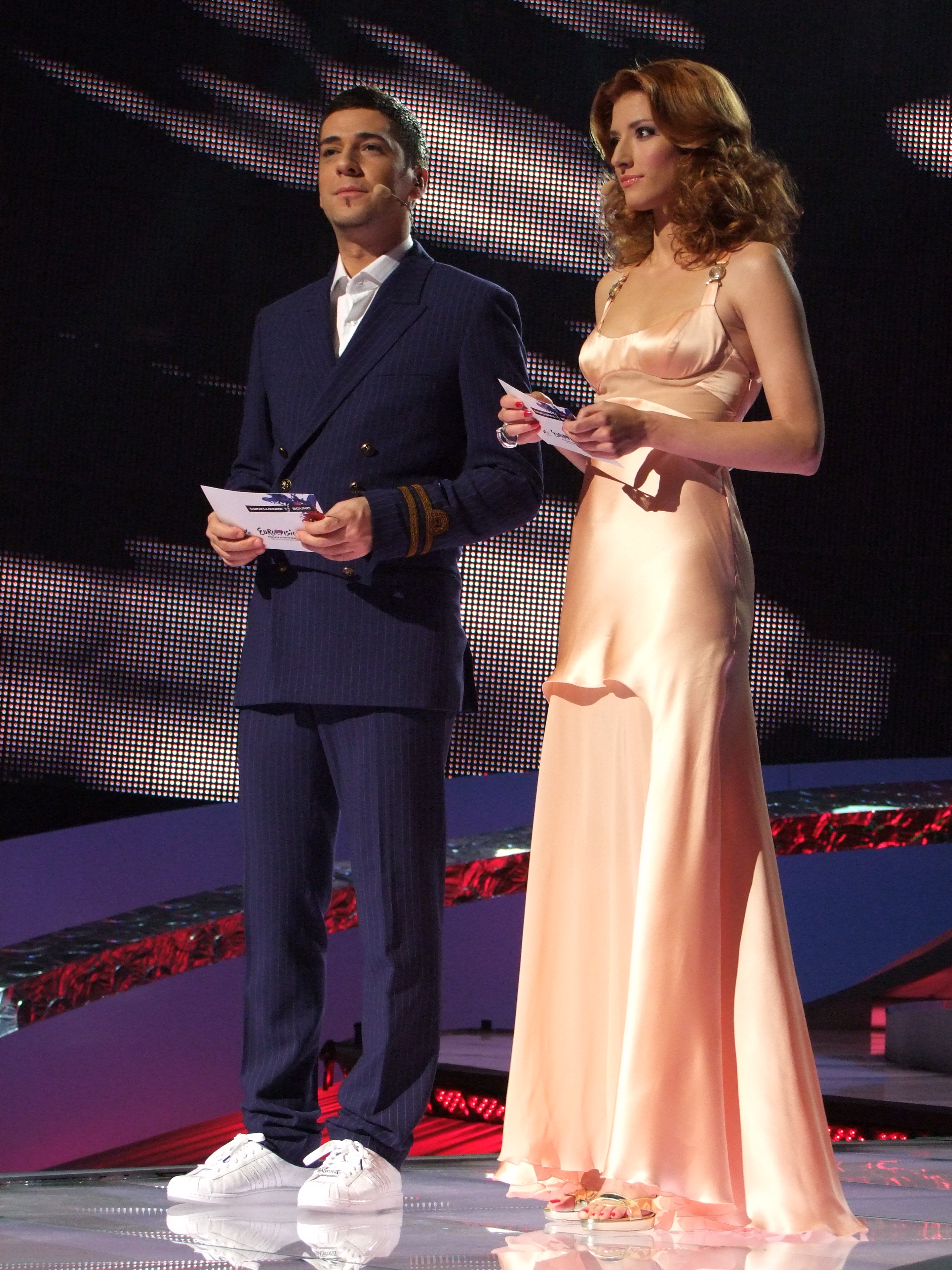
Ведучі 2008 року
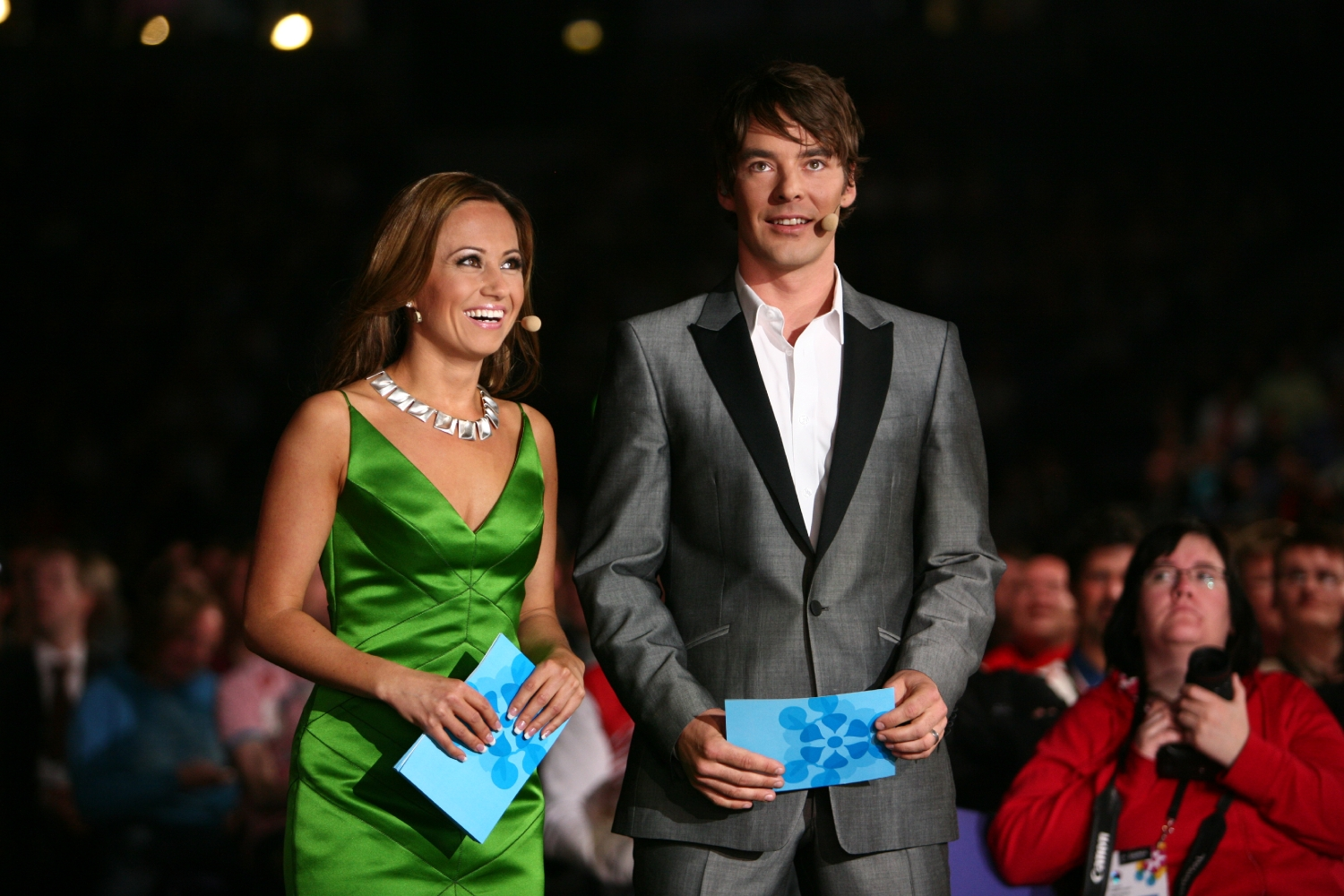
Ведучі 2007 року